# SMU Mustangs football
La squadra di football degli SMU Mustang rappresenta la Southern Methodist University. La squadra ha vinto tre titoli nazionali, l'ultimo dei quali nel 1982, ed ha avuto tra le proprie file un vincitore dell'Heisman Trophy, Doak Walker.

## Titoli

### Titoli nazionali
| Anno                     | Allen.                   | Selettore                                       | Record                   | Bowl        | Ris.                |
| ------------------------ | ------------------------ | ----------------------------------------------- | ------------------------ | ----------- | ------------------- |
| 1935                     | Matty Bell               | Dickinson, Houlgate System, and Sagarin Ratings | 12-1                     | Rose Bowl   | SMU 0, Stanford 7   |
| 1981                     | Ron Meyer                | National Championship Foundation                | 10-1                     | --          | --                  |
| 1982                     | Bobby Collins            | Helms Athletic Foundation                       | 11-0-1                   | Cotton Bowl | SMU 7, Pittsburgh 3 |
| Totale titoli nazionali: | Totale titoli nazionali: | Totale titoli nazionali:                        | Totale titoli nazionali: | 3           | 3                   |

Fonte

## Membri della College Football Hall of Fame
| Nome                           | Ruolo         | Anni                 | Ind. |
| ------------------------------ | ------------- | -------------------- | ---- |
| Ray Morrison                   | Coach         | 1915–1916, 1922–1934 | 1954 |
| Gerald "Little Red Arrow" Mann | Quarterback   | 1925–1927            | 1969 |
| Bobby Wilson                   | Halfback      | 1933–1935            | 1973 |
| "Moanin'" Matty Bell           | Coach         | 1935–1941, 1945–1949 | 1955 |
| Doak "The Doaker" Walker       | Halfback      | 1945, 1947–1949      | 1959 |
| Kyle "The Mighty Mustang" Rote | Halfback      | 1948–1950            | 1964 |
| "Dandy" Don Meredith           | Quarterback   | 1957–1959            | 1982 |
| Hayden Fry                     | Coach         | 1962–1972            | 2003 |
| Jerry Rhome                    | Quarterback   | 1961                 | 1998 |
| Jerry LeVias                   | Wide Receiver | 1966–1968            | 2003 |

## Membri della Pro Football Hall of Fame
| Nome           | Ruolo            | Squadre                                                                 | Anni                          | Ind. |
| -------------- | ---------------- | ----------------------------------------------------------------------- | ----------------------------- | ---- |
| Lamar Hunt     | Fond. AFL        | Dallas Texans Kansas City Chiefs                                        | 1960-1962 1963-2006           | 1972 |
| Raymond Berry  | End              | Baltimore Colts                                                         | 1955–1967                     | 1973 |
| Forrest Gregg  | Offensive tackle | Green Bay Packers Dallas Cowboys                                        | 1956, 1958-1970 1971          | 1977 |
| Doak Walker    | Halfback         | Detroit Lions                                                           | 1950–1955                     | 1986 |
| Eric Dickerson | Running back     | Los Angeles Rams Indianapolis Colts Los Angeles Raiders Atlanta Falcons | 1983–1987 1987–1991 1992 1993 | 1999 |